# Biografielijst Or

## Ora

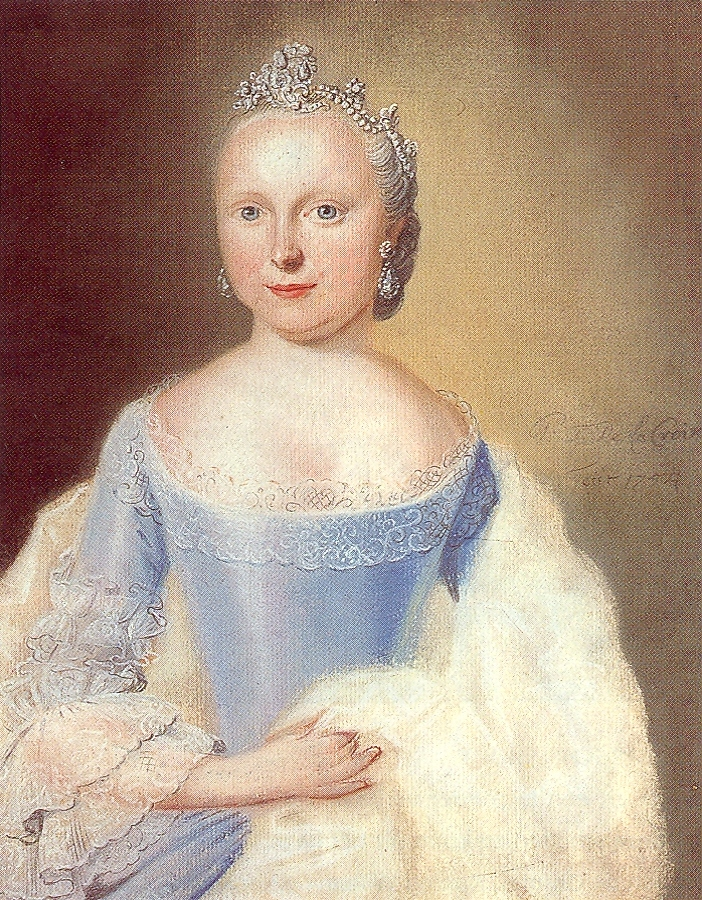
Carolina van Oranje-Nassau

- Jan Oradi (1913-1994), Nederlands radiomedewerker
- Kalle Oranen (1946-2023), Nederlands voetballer
- Miep Oranje (1920-?), Nederlands verraadster tijdens Tweede Wereldoorlog
- Carolina van Oranje-Nassau (1743-1787), vorstin van Nassau-Weilburg
- Christina van Oranje-Nassau (1947), Nederlands prinses en zus van koningin Beatrix
- Paulina van Oranje-Nassau (1800-1806), Nederlands prinses

## Orb

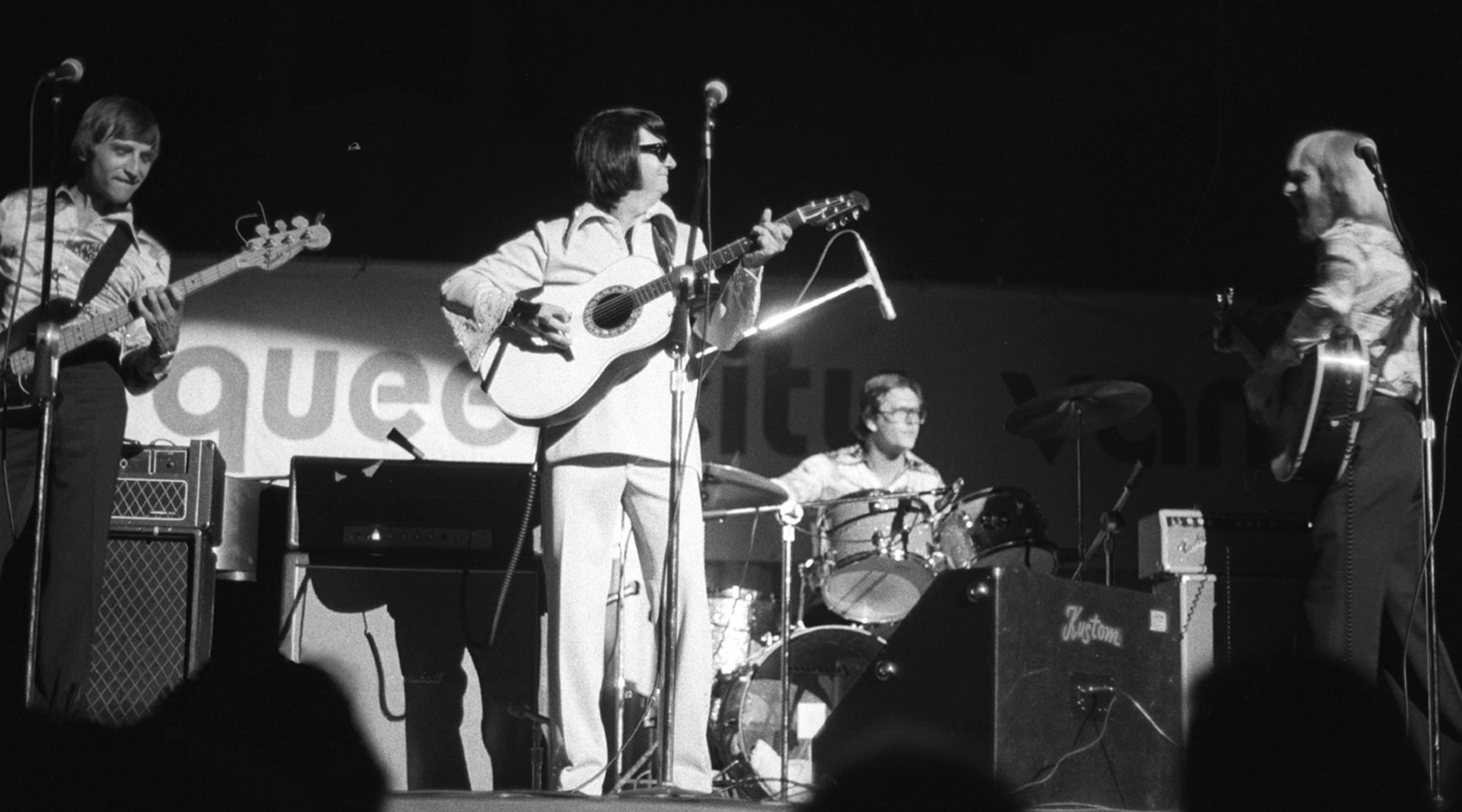
Roy Orbison

- Chris Orbach (1968), Amerikaans acteur, songwriter en zanger
- Elaine Cancilla Orbach (1940-2009), Amerikaans toneel- en musicalactrice
- Jerry Orbach (1935-2004), Amerikaans acteur
- Uri Orbach (1960-2015), Israëlisch journalist, kinderboekenschrijver en politicus
- Maurice Orban (1889-1977), Belgisch politicus en minister
- Roy Orbison (1936-1988), Amerikaans zanger
- William Orbit (1956), Brits componist en producer
- Julián Orbón (1925–1991), Spaans/Cubaans componist

## Orc
- Andrea Orcagna (1308-1368), Florentijns schilder, beeldhouwer en architect
- Claire Orcel (1997), Frans/Belgisch atlete
- Dennis Orcollo (1979), Filipijns poolspeler

## Ord
- Tom Ordelman (1957-2016), Nederlands schrijver, dichter, journalist, publicist en literair vertaler
- Theo Ordeman (1931-2007), Nederlands televisieregisseur en -producent
- Victor Ordóñez (1981), Spaans autocoureur
- Sedfrey Ordoñez (1921-2007), Filipijns minister en ambassadeur

## Ore

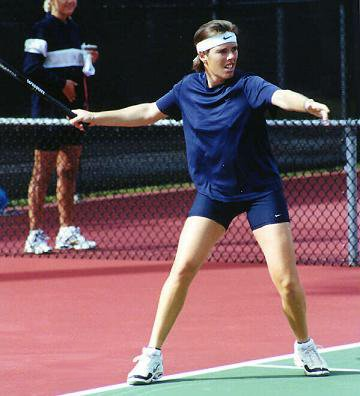
Miriam Oremans

- Cyrill O'Reilly (1958), Amerikaans acteur, scenarioschrijver en filmproducent
- Genevieve O'Reilly (1977), Iers actrice
- Juan Carlos Orellana (1955-2022), Chileens voetballer
- Dorothea Orem (1914-2007), Amerikaans verpleegkundig theoreticus
- Miriam Oremans (1972), Nederlands tennisster
- Fritz d'Orey (1938-2020), Braziliaans Formule 1-coureur

## Orf
- Carl Orff (1895-1982), Duits componist

## Org
- Ben-Zion Orgad (1926-2006), Israëlisch componist

## Ori
- Gabriele Oriali (1952), Italiaans voetballer
- Manabu Orido (1968), Japans autocoureur
- Eduardo Oriol (1986), Spaans voetballer
- Christian d'Oriola (1928-2007), Frans schermer
- Jordi Oriola (1996), Spaans autocoureur
- Pepe Oriola (1994), Spaans autocoureur
- Edi Orioli (1962), Italiaans motor- en autorallycoureur

## Orl
- Sergio Orlandini (1921-2015), Nederlands zakenman
- Michael d'Orlando (2002), Amerikaans autocoureur
- Richard Orlans (1931), Belgisch voetballer
- Anne van Orléans (1906-1986), Frans prinses uit het huis Bourbon-Orléans
- Uri Orlev (1931-2022), Pools-Israëlisch schrijver
- Emil Orlík (1870-1932), Tsjechisch schilder, etser, lithograaf en houtsnijder
- Boris Orlov (1945-2018), Russisch turncoach
- Aleksandra Orlova (1997), Russisch freestyleskiester
- Maria Orlova (1988), Russisch skeletonster
- Peter Orlovsky (1933-2010), Amerikaans dichter

## Orm

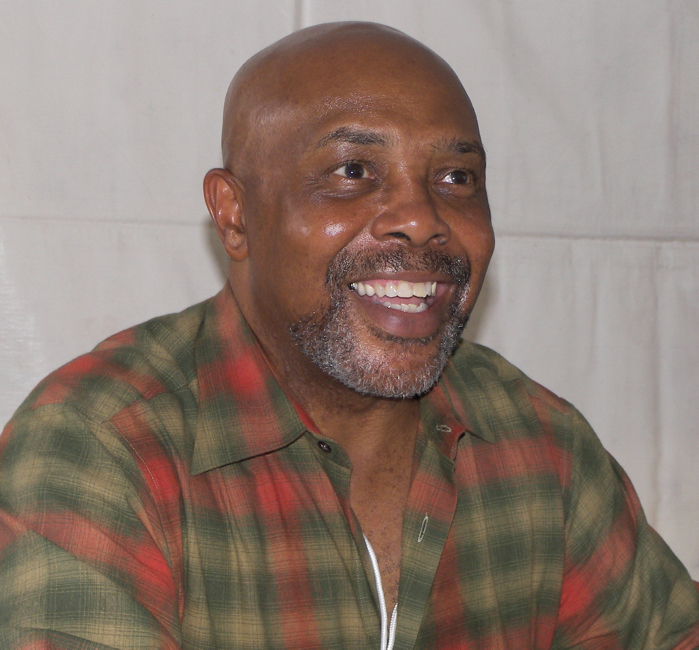
Roscoe Orman

- Roscoe Orman (1944), Amerikaans acteur, komiek, kinderboekauteur en kinderadvocaat
- Ferjan Ormeling (1942-2025), Nederlands cartograaf
- Ferdinand Jan Ormeling (1912-2002), Nederlands geograaf en cartograaf
- Fred Ormskerk (1923-1980), Surinaams militair

## Orn
- Barbro Hiort af Ornäs (1921-2015), Zweeds actrice
- Hélder Ornelas (1974), Portugees atleet
- Paul Orndorff (1949-2021), Amerikaans professioneel worstelaar
- André Ornelis (1947), Belgisch atleet
- Leonard Ornstein (1880-1941), Nederlands natuurkundige

## Oro
- Jegor Oroedzjev (1995), Russisch autocoureur
- Derval O'Rourke (1981), Iers atlete
- Eduard O'Rourke (1876-1943), Wit-Russisch geestelijke
- Heather O'Rourke (1975-1988), Amerikaans actrice
- Kevin O'Rourke (1956), Amerikaans acteur
- P.J. O'Rourke (1947-2022), Amerikaans journalist en schrijver
- Tom O'Rourke (1944-2009), Amerikaans acteur
- Juan José Oroz (1980), Spaans wielrenner
- Leonor Orosa-Goquingco (1917-2005), Filipijns danseres en choreograaf
- José Clemente Orozco (1883-1949), Mexicaans schilder

## Orr

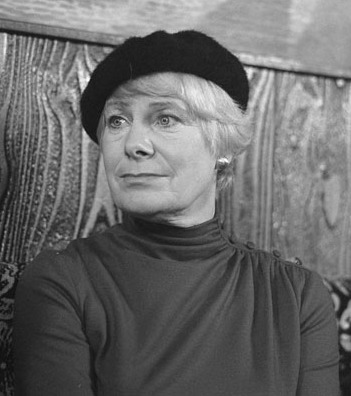
Henny Orri

- Christopher Orr (1974), Amerikaans acteur
- Henny Orri (1925-2022), Nederlands actrice
- Michel Orrit (1956), Frans natuurkundige

## Ors
- Leland Orser (1960), Amerikaans acteur
- Marco Orsi (1990), Italiaans zwemmer
- Anders Sandøe Ørsted (1778-1860), Deens politicus
- Hans Christian Ørsted (1777-1851), Deens natuur- en scheikundige
- Hans-Henrik Ørsted (1954), Deens wielrenner

## Ort

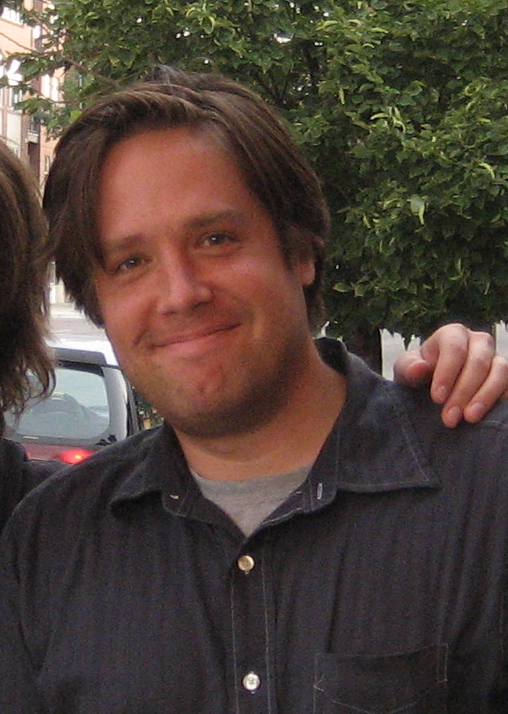
Zak Orth

- Bastiaan Ort (1854-1927), Nederlands advocaat en politicus
- Francisco Robles Ortega (1949), Mexicaans kardinaal en aartsbisschop
- Manuel Ortega (1980), Oostenrijks zanger
- Orlando Ortega (1991), Cubaans/Spaans atleet
- Cynthia Ortega-Martijn (1956), Nederlands ambtenaar, adviseur en politica
- Jaime Lucas Ortega y Alamino (1936-2019), Cubaans geestelijke
- Jesús Ortega Martínez (1952), Mexicaans politicus
- Abraham Ortelius (1527-1598), Vlaams cartograaf
- Stéphane Ortelli (1970), Monegaskisch autocoureur
- Philipp Orter (1994), Oostenrijks noordse combinatieskiër
- Zak Orth (1970), Amerikaans acteur
- Léon Orthel (1905-1985), Nederlands componist
- Maria Ortiz (1603-1646), Braziliaans heldin
- Antonio Ortiz Mena (1907-2007), Mexicaans politicus, econoom en bankier
- John Ortiz (1968), Amerikaans acteur
- Pascuel Ortiz Rubio (1877-1963), president van Mexico
- Willington Ortiz (1952), Colombiaans voetballer
- Miguel Ortiz-Cañavate (1991), Spaans zwemmer
- Nina Ortlieb (1996), Oostenrijks alpineskiester
- Patrick Ortlieb (1967), Oostenrijks alpineskiër
- Iván Ortolá (2004), Spaans motorcoureur
- Beth Orton (1970), Brits singer-songwriter

## Oru
- Wilson Oruma (1976), Nigeriaans voetballer

## Orv
- Hanne Ørvad (1945), Deens componiste

## Orw
- George Orwell (1903-1950), Brits schrijver